# 三鷹市立北野小学校
三鷹市立北野小学校（みたかしりつきたのしょうがっこう）は、東京都三鷹市北野に所在する公立小学校。正式名称は、東三鷹学園三鷹市立北野小学校。2024年現在、2年生のみ4クラス、6年生のみ2クラス、他（1、3、4、5）は3クラスとなっている。

## 概要
1970年（昭和45年）4月、高山小学校、第一小学校より分離開校する。2008年（平成20年）4月、小・中一貫教育開始により東三鷹学園と、開校されている。

## 沿革
- 1970年（昭和45年）
  - 4月1日 - 高山小学校、第1小学校より分離開校する。
  - 7月20日 - プール完成
- 1971年（昭和46年）
  - 2月10日 - 校章制定
  - 3月 - 校旗制定・屋内運動場完成
  - 11月 - 第二期校舎完成
- 1974年（昭和49年）1月28日 - 校歌制定
- 1975年（昭和50年）8月 - 第三期校舎完成
- 1995年（平成7年）11月 - 校舎外壁工事完了
- 1998年（平成10年）3月17日 - プール改修工事完了
- 2000年（平成12年）2月19日 - 図書館改修工事完了
- 2001年（平成13年）
  - 3月13日 - 図書館開館式
  - 11月 - 東側校舎耐震強化工事完了
- 2002年（平成14年）年8月 - 西側校舎耐震強化工事完了
- 2008年（平成20年）4月1日 - 小・中一貫教育開始により東三鷹学園を開園
- 2010年（平成22年）4月1日 - 通級学級（けやき学級）開設
- 2015年（平成27年）10月31日 - 体育館耐震工事完了

## 通学区域
- 三鷹市[1]
  - 北野、牟礼（一丁目、二丁目13番・14番三鷹台団地（1～11号棟）・15～18番、五丁目1～8番）

## 進学先中学校
- 三鷹市立第六中学校[2]

## アクセス
最寄駅は京王井の頭線の三鷹台駅か、京王線の仙川駅。